# Nebojša Stefanović

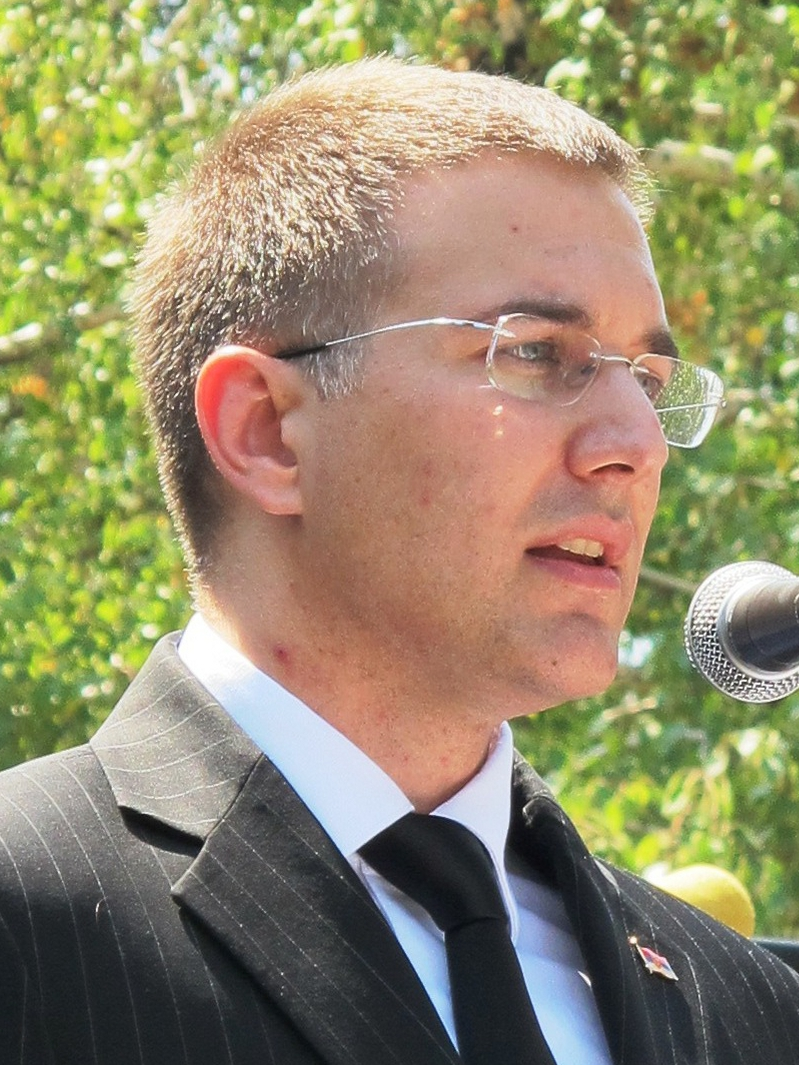
Nebojša Stefanović (2012)

Nebojša Stefanović (* 20. November 1976 in Belgrad, Sozialistische Föderative Republik Jugoslawien) ist ein serbischer Politiker. Er ist seit 2020 Verteidigungsminister der Republik Serbien.

## Leben
Stefanović besuchte in Belgrad das Gymnasium und schloss das wirtschaftswissenschaftliche Studium an der privaten Universität Megatrend 2011 mit dem Magistertitel ab, neben seinen beruflichen und politischen Tätigkeiten wurde er an der Universität Megatrend im Juli 2013 mit einer Dissertation über die kommunale Selbstverwaltung Belgrads zum Doktor der Wirtschaftswissenschaften promoviert.
Stefanović arbeitete seit 2004 in der Privatwirtschaft. Er wurde Mitglied der Serbischen Radikalen Partei (SRS) und war von 2004 bis 2008 Abgeordneter in der Gemeinderatsvertretung von Belgrad. Bei den serbischen Parlamentswahlen 2007  wurde er zum SRS-Abgeordneten der Nationalversammlung gewählt, aber bei der vorgezogenen Parlamentswahl 2008 nicht wiedergewählt. Er trat danach aus der SRS aus und der Serbischen Fortschrittspartei bei. Bei den Wahlen 2012 wurde er ins Parlament und zum Parlamentspräsidenten gewählt. Nach der vorgezogenen Parlamentswahl im März 2014 wurde er im April 2014 als Innenminister in das Kabinett des serbischen Ministerpräsidenten Aleksandar Vučić berufen. Er gilt als rechte Hand des Ministerpräsidenten Vučić. 

## Plagiatsvorwurf
Anlässlich seines Eintritts in das Ministeramt 2014 ließ der serbische Journalist Andela Milivojević die Dissertation Stefanović' durch die drei in Großbritannien arbeitenden serbischen Wissenschaftler Uglješa Grušić, Branislav Radeljić und Slobodan Tomić beurteilen. Diese kamen zu schwerwiegenden Vorwürfen gegen die wissenschaftliche Qualität der Arbeit und stellten offensichtliche Plagiate fest.